# Петро Сенюта
Петро Сенюта власного гербу (1616—1648) — шляхтич, магнат, «протектор протестантів».

## З життєпису
Батько — Авраам Сенюта, мати — його перша дружина — Зофія зі Зборовських, удова троцького каштеляна Юрія Радзивілла (помер 13 лютого 1613).
Перед виїздом за кордон цікавився антитринітаризмом. 14 червня 1633 року стрийкові Павлу Христофору довірив опіку над власними маєтками через виїзд за кордон. Виїжджаючи наприкінці 1635 року під опікою Йоахима Пасторіуса, за даними Хр. Любенецького, був прихильником «польських братів». Відвідав кілька міст та університетів Німеччини, 8 вересня 1636 року записався навчатися до Лейденського університету разом з Яном Цяховським — товаришем у дорозі; мав тоді 20 років за його даними для метрики університету.
У 1638 році був в Англії (Лондон, Оксфорд), звідти разом з Й. Пасторіусом переїхали до Франції, перебували у Парижі у березні 1640 під час звільнення Яна Казимира. Звістка про смерть стрийка прискорила повернення додому. В травні 1641 важко захворів, мав тоді стати католиком. Домініканці Ляхівців внесли скаргу до суду Крем'янця через невиконання ним обіцянок. 1643 року:
- 6 травня Люблінський трибунал видав вирок, за яким всі «брати польські» мали бути вигнані з ляхівецьких маєтків.
- П. Сенюта подав позов на домініканців через побиття ними православних у корчмі, які тут святкували «празник», безправне вирубування лісу.

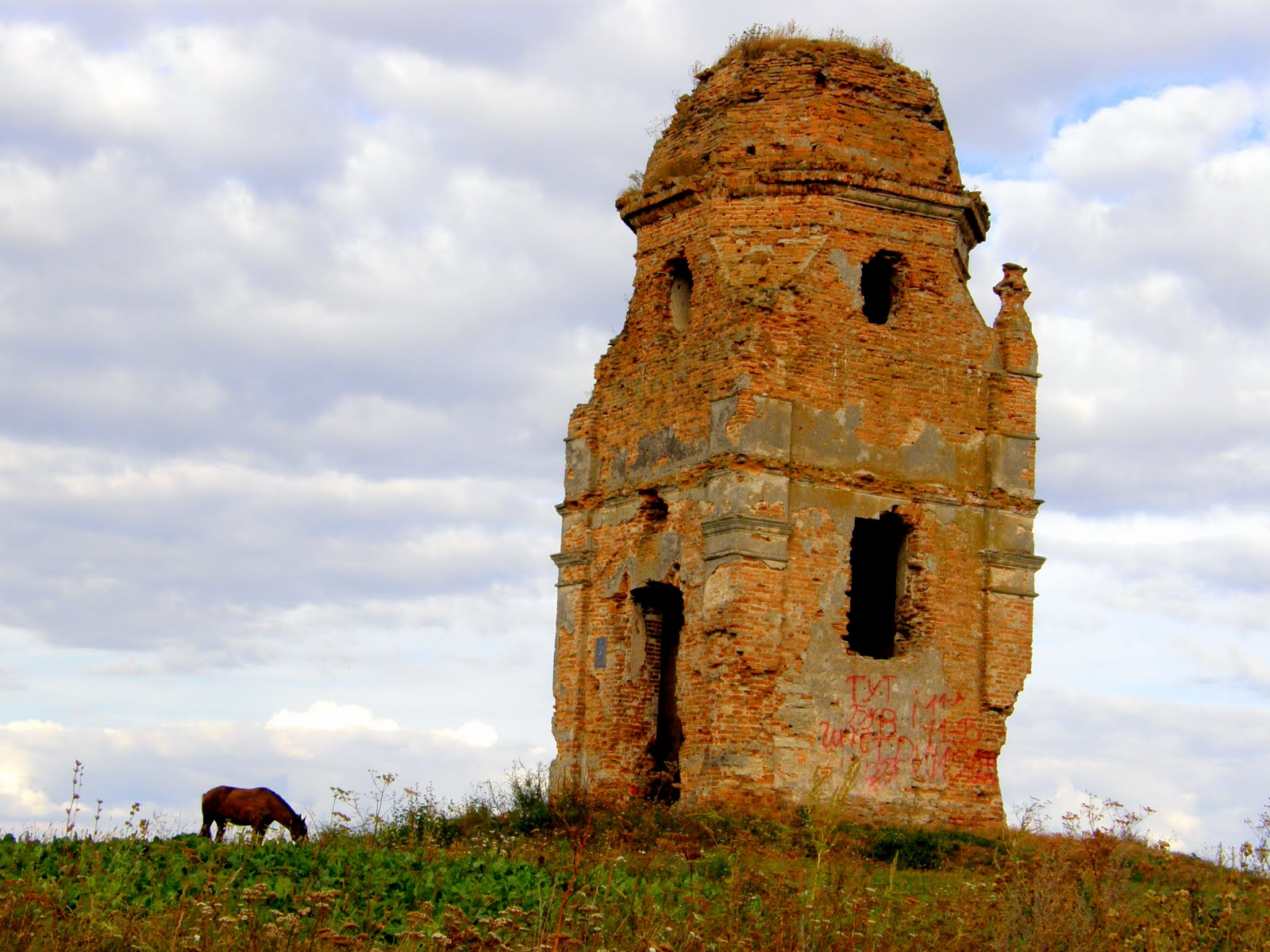
каплиця-усипальниця Сенют, Тихомель

8 червня 1644 року Любельський трибунал видав вирок, за яким всі аріяни-«міністри» піддавались інфамії та баніції, інших «братів польських» мали вигнати з Ляхівців, Тихомля, всіх належних П. Сенюті волостей. Він мав заплатити домініканцям 1000 гривень «кари», 480 — Любельському трибуналу. Уник покарання через залагодження стосунків з пріором Кристином з Ясьлиськ. Наступні роки також мав процеси з домініканцями, зокрема, 6 січня 1645 року Кристин з Ясьлиськ подав позов через те, що протестанти були вигнані тільки на кілька днів. П. Сенюту підтримували посли сеймів з Волинського, Брацлавського воєводств.
За даними польського дослідника Г. Мерчинґа, збір у Ляхівцях діяв до 1650 року. За місцевими переказами кінця 19 ст., Тихомель зруйнували повстанці Хмельницького, прах Сенют витягли з гробів, спустили з гори до Горині. Збережені рештки вежі в Тихомелі вважалися або збором братів польських, або родинним гробівцем Сенют.

### Маєтності
Від батька успадкував, зокрема, Кобилин, Камінь, Радогощ, Тихомель на Волині. Стрийко записав Ляхівці, ними спочатку розпоряджався спільно зі стриянкою Катериною з Немиричів. У Великопольщі, зокрема, Бествін, Кобилін, Плешев, Самокленскі, Здуни (тут дозволив осісти лютеранам, частина поселення обрала назву «Німецькі Здуни», стара — Сенютів), з них сплавляв до Ґданьська збіжжя.

### Сім'я
Дружина — Ядвіґа Вікторія Вілямувна з Калішан (?—1674), шлюб 27 листопада 1640; по його смерті виходила заміж за радомського каштеляна Кшиштофа Лянцкоронського (?—1666), сандецького каштеляна Миколая Пшерембського; діти:
- Олександр Христофор, дружина — Тереса Констанція з Опалінських, по його смерті друга дружина київського воєводи Немирича Степана (шлюб бл. 1680-81[5])
- Анна — дружина Пйотра Адама Опалінського з 1661 року.